# Phylica velutina
Phylica velutina är en brakvedsväxtart som beskrevs av Otto Wilhelm Sonder. Phylica velutina ingår i släktet Phylica och familjen brakvedsväxter. Inga underarter finns listade i Catalogue of Life.